# Tres Valles
Tres Valles är en kommun i Mexiko.   Den ligger i delstaten Veracruz, i den sydöstra delen av landet, 300 km öster om huvudstaden Mexico City.
Följande samhällen finns i Tres Valles:
- Colonia Adolfo Ruiz Cortines
- Las Yaguas
- La Granja
- El Nuevo Manantial
- Vista Hermosa
- Emiliano Zapata
- Paraíso Río Tonto
- Las Vegas de Juárez
- Los Macuiles
- La Esperanza
- El Crucero
- Plan de Allende
- Colonia Nueva la Pochota
- Luis Echeverría Álvarez
- El Zapotal
- Campo Nuevo
- Loma San Juan
- San Antonio
- Paso Corral
- Las Maravillas
- El Ojochal
- Colonia Nueva Oaxaca
- Mata Naranjo
- Campo Veracruz
- Santo Domingo
- Colonia González
- Zapote Reforma
- El Apompo
- Loma del Chivo